# Vincent Koreman
Vincent Koreman (Dongen, 1972) is een Nederlandse muzikant, producer, kunstenaar, organisator, curator en labelbaas die zich voornamelijk bezighoudt met alternatieve en experimentele muziekvormen die uiteenlopen van techno tot black metal.
Koreman maakte in de jaren 90 furore als gitarist en songwriter van punkrockband Travoltas, terwijl hij zijn reputatie als maker van rauwe electro en experimentele elektronica vestigde met soloprojecten als Speedboat FC en Ra-X. Na de eeuwwisseling breidde hij zijn profiel als experimenteel muzikant uit met bands als The House of Destructo, This is Total War en Nihill. Ook werd hij bekend met het opzetten van noisecollectief Vatican Analog en het Tilburgse interdisciplinaire festival ZXZW, dat later zijn naam veranderde in Incubate. 
In 2009 introduceerde hij zijn alias Drvg Cvltvre, waarmee hij als dj en producer naar buiten treedt met experimentele, industriële en duistere vormen van techno, electro en house. In 2017 legde hij zijn werkzaamheden als creatief directeur van Incubate neer om aan de slag te gaan als curator bij het Stedelijk Museum Breda. Intussen treedt hij als Drvg Cvltvre op over de hele wereld en geeft hij makers van experimentele techno een platform op zijn label New York Haunted.